# Mikstat (gmina)
Mikstat – gmina miejsko-wiejska w województwie wielkopolskim, w powiecie ostrzeszowskim. W latach 1975–1998 gmina położona była w województwie kaliskim. Obejmuje północną część powiatu. Przez gminę przebiega droga wojewódzka nr 447 Antonin-Grabów nad Prosną.
Siedziba gminy to miasto Mikstat.
Według danych z 31 grudnia 2017 roku gminę zamieszkiwało 6081 osób.

## Położenie gminy

### Sąsiednie gminy
- Grabów nad Prosną
- Ostrzeszów
- Przygodzice
- Sieroszewice

## Podział administracyjny gminy
| nazwa miejscowości     | typ                     | ludność (mieszk.) | powierzchnia (km²) | gęstość zaludnienia (osób/km²) | miejscowości w sołectwie |
| ---------------------- | ----------------------- | ----------------- | ------------------ | ------------------------------ | ------------------------ |
| Mikstat                | miasto (siedziba gminy) | 1832              | 2,52               | 727                            | 1                        |
| Biskupice Zabaryczne   | wieś sołecka            | 658               | 7,72               | 85,2                           | 1                        |
| Kaliszkowice Kaliskie  | wieś sołecka            | 870               | 16,72              | 52,0                           | 3                        |
| Kaliszkowice Ołobockie | wieś sołecka            | 775               | 8,10               | 95,7                           | 1                        |
| Komorów                | wieś sołecka            | 785               | 13,92              | 56,4                           | 8                        |
| Kotłów                 | wieś sołecka            | 599               | 8,81               | 68,0                           | 8                        |
| Mikstat-Pustkowie      | wieś sołecka            | 295               | 14,78              | 19,9                           | 2                        |
| Przedborów             | wieś sołecka            | 375               | 14,63              | 25,63                          | 3                        |

## Struktura powierzchni
Według danych z 1 stycznia 2010 roku gmina Mikstat ma obszar 87,18 km². Miasto Mikstat zajmowało powierzchnię 2,52 km², czyli 2,9% całej gminy.
Cała gmina stanowi 11,29% powierzchni powiatu.

### Użytkowanie gruntów
| Rodzaj              | Powierzchnia | %     |
| ------------------- | ------------ | ----- |
| Użytki rolne        | 4528 ha      | 51,9% |
| Użytki zielone      | 1315 ha      | 15,1% |
| Lasy i grunty leśne | 2267 ha      | 26%   |
| Inne                | 608 ha       | 7%    |
| Razem (Σ)           | 8718 ha      | 100%  |

## Ochrona przyrody
Gmina znajduje się w całości na terenie obszarów chronionego krajobrazu:
- Obszar Chronionego Krajobrazu Wzgórza Ostrzeszowskie i Kotlina Odolanowska,
- Obszar Chronionego Krajobrazu Dolina Prosny i Kotlina Grabowska.
- Najgrubszy buk w Lasach Państwowych rośnie w nadleśnictwie Przedborów, w leśnictwie Wanda[6].

## Demografia

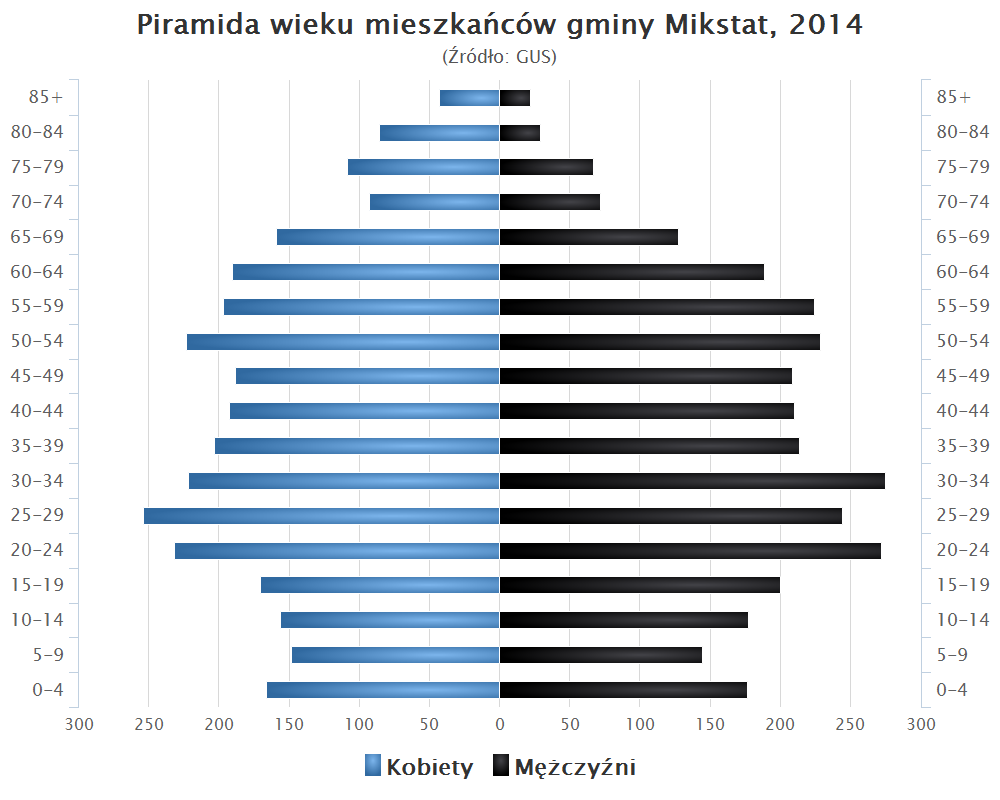
Piramida wieku mieszkańców gminy Mikstat w 2014 roku

Dane z 31 grudnia 2009:
| Opis                              | Ogółem | Ogółem | Kobiety | Kobiety | Mężczyźni | Mężczyźni |
| --------------------------------- | ------ | ------ | ------- | ------- | --------- | --------- |
| jednostka                         | osób   | %      | osób    | %       | osób      | %         |
| populacja                         | 6161   | 100    | 3073    | 49,9    | 3088      | 51,1      |
| gęstość zaludnienia (mieszk./km²) | 70,7   | 70,7   | 35,2    | 35,2    | 35,4      | 35,4      |